# Jakobstads museum
Jakobstads museum är ett stadsmuseum beläget i Jakobstad (finska Pietarsaari) i Svenska Österbotten i landskapet Österbotten i Finland. Museet åskådlig- och tillgängliggör stadens historia och utveckling, med tyngdpunkt på sjöfart och skeppsbygge. 
Museet grundades 1904. År 1906 blev det ett av Finlands äldsta kommunala museer genom att staden tog över dess förvaltning.
Museet har både permanenta och tillfälliga utställningar. Större delen av stadsmuseets samlingar finns i Malmska gården (finska Malmin talo) på Storgatan, men museet bedriver verksamhet också i andra lokaler. Malmska gården byggdes 1835–1838 på uppdrag av skeppsredaren Peter Malm. Arkitekt Anders Fredrik Granstedt ritade Malmska gården hösten 1835.
Malmska gården ger besökaren en inblick i stadens historia, med fokus på sjöfart. Museet visar ett skeppsredarkontor från slutet av 1800-talet, bilder på skepp och skeppsmodeller. I gårdsbyggnaden visas bland annat en lanthandel från 1950-talet, en arbetarbostad, en frisersalong, en stuginteriör och en tackelkammare. Museet har en omfattande samling artefakter, konst, textilier och ett eget bibliotek. Museets fotografiska samlingar tillhör de största i Finland. Museets arkiv innehåller personhistoriska samlingar samt olika föreningars och företags arkiv.
Museet planerar att öppna en ny utställningshall benämnd "Tempus" våren 2023.